# Lucky Night
Pour plus de détails, voir Fiche technique et Distribution.
Lucky Night est un film américain réalisé par Norman Taurog, sorti en 1939.

## Synopsis
Deux personnes se rencontrant dans un parc, découvre qu'ils sont aussi pauvre l'un que l'autre. Essayant d'obtenir 50 centimes pour manger dans un restaurant, un homme porte plainte à la police. Le duo convainc un policier de leur donner 50 centimes en disant qu'ils sont fiancés ce qu'ils ne sont pas.
En marchant, ils laissent tomber l'argent sans le savoir et lorsque leur facture de restaurant atteint 50 cents, ils réalisent soudain qu'ils ont dû la perdre. Quelqu'un laisse une pièce sur la table, Bill dit à Cora de la voler, ce qu'elle fait. Bill repère une machine à sous dans le restaurant et dit à Cora de jouer, ce qu'elle fait et gagne. Bill et Cora vont au casino, gagnent une voiture dans un jeu et gagnent plus d'argent en jouant.
Les deux se saoulent et se réveillent pour découvrir qu'ils sont mariés. Bill obtient un emploi mais a toujours l'envie de jouer; Cora ne se soucie pas de vivre cette vie, alors elle quitte Bill et retourne chez son père. Bill se rend chez elle pour la récupérer et il réussit.

## Fiche technique
- Titre original : Lucky Night
- Réalisation : Norman Taurog
- Scénario : Vincent Lawrence et Grover Jones d'après une histoire de Oliver Claxton
- Production : Louis D. Lighton
- Société de production : Metro-Goldwyn-Mayer
- Direction musicale : Franz Waxman
- Photographie : Ray June
- Montage : Elmo Veron
- Direction artistique : Cedric Gibbons
- Décors de plateau : Edwin B. Willis
- Costumes : Dolly Tree
- Pays d'origine : États-Unis
- Langue : anglais
- Format : Noir et blanc - 35 mm - 1,37:1 - Son : Mono (Western Electric Sound System)
- Genre : Comédie
- Durée :82 minutes
- Date de sortie :
  - États-Unis : 5 mai 1939

## Distribution
- Myrna Loy : Cora Jordan Overton
- Robert Taylor : William 'Bill' Overton
- Joseph Allen : Joe Hilton
- Henry O'Neill : H. Calvin Jordan, le père de Cora
- Douglas Fowley : George, Bill's friend
- Bernard Nedell : 'Dusty' Sawyer
- Charles Lane : M. Carpenter
- Bernadene Hayes : Blondie
- Gladys Blake : Blackie
- Marjorie Main : Mme Briggs, la propriétaire
- Edward Gargan : Policier dans le parc
- Irving Bacon : Chauffeur de bus
- Oscar O'Shea : Lieutenant Murphy